# División n.º 2 (Alberta)
División No. 2 es una división censal en el sur de Alberta, centrado alrededor Lethbridge.

## Comunidades
| - Ciudades - Lethbridge - Brooks - Pueblos - Bassano - Coaldale - Coalhurst - Milk River - Picture Butte - Raymond - Taber - Vauxhall - Villas - Barnwell - Barons - Coutts - Duchess - Nobleford - Rosemary - Stirling - Tilley - Warner | - Aldea - Diamond City - Gem - Grassy Lake (disuelto como una villa) - Iron Springs - Monarch - Patricia - Rainier - Rolling Hills - Scandia - Turin - Distritos municipales - Taber - Municipios de condado - Newell County - Warner County |

## Demográficos
- Población: 133,913
- Viviendas:   52,023
- Área: 17,654.56 km²
- Densidad: 7.6 /km²
- Cambio de Población: 7.0% aumento desde 1996 hasta 2001

Fuente: Statistics Canada 2001 Censo

## Divisiones circundantes del censo
| Noroeste: División n.º 5 |              | Nordeste: División n.º 4 |
| Oeste: División n.º 3    |              | Este: División n.º 1     |
|                          | Sur: EE. UU. |                          |